# Дніпровський лиман
Дніпровський лиман — відкритий прісноводний олігогалинний лиман у північній частині Чорного моря. Розташований у межах Херсонської і Миколаївської областей. Головний порт на лимані — Очаків.
Лиман має 55 км довжини, завширшки до 17 км. Середня глибина 6—7 м, найбільша — 12 м (т. зв. Станиславська яма).
З Чорним морем лиман поєднується протокою завширшки 3,6 км (між Очаківським мисом та Кінбурнською косою). Південне узбережжя лиману низьке, піщане; північне — переважно високі (до 20—35 м) обриви, складені з глинисто-піщаних порід, на окремих ділянках трапляються піщано-мушлеві коси. Дно біля кіс піщане, на глибині вкрите суглинисто-піщаними мулами.
Дніпровський лиман разом із Бузьким лиманом утворює Дніпровсько-Бузький лиман.